# HD 74156 b
HD 74156 b är en exoplanet som kretsar kring stjärnan HD 74156 och är minst 80% mer massiv än Jupiter som kretsar mycket nära sin stjärna. Dess yttemperatur måste vara mycket hög. HD 74156 b är troligtvis en gasjätte. 
Närvaron av HD 74156 b och ännu en exoplanet vid stjärnan upptäcktes i april 2001. Planeterna har en massa som är ungefär 1,8 respektive 8,0 gånger Jupiters. Den andra planeten fick beteckningen HD 74156 c.  Rapport om en tredje planet kom 2007, men är ännu inte bekräftad.
| Planet | Massa           | Halv storaxel (AE) | Siderisk omloppstid (d) | Excentricitet | Inklination | Radie |
| ------ | --------------- | ------------------ | ----------------------- | ------------- | ----------- | ----- |
| b      | >1,778±0,02 MJ  | 0,2916±0,0033      | 51,6385±0,0015          | 0,638±0,0061  | –           | –     |
| c      | >7,997±0,095 MJ | 3,82±0,044         | 2448,9±5,5              | 0,3829±0,008  | –           | –     |